# Драгојешти (Тимиш)
Драгојешти (рум. Drăgoiești) насеље је у Румунији у округу Тимиш у општини Раковица. Oпштина се налази на надморској висини од 102 m.

## Прошлост
По "Румунској енциклопедији" место се помиње 1335. године, као Драганфалва. Касније је власништво Јанка Хуњадија. За време турака у једном тефтеру се помињу, његови становници "следбеници Змаја"(?). Место се поново јавља као насељено на Марсилијевој карти из 1723. године. Стара православна црква брвнара подигнута је 1784. године.
Аустријски царски ревизор Ерлер је 1774. године констатовао да место припада округу и дистрикту Лугож. Становништво је било претежно влашко. Када је 1797. године пописан православни клир у месту је био један свештеник. Парох, поп Христифор Мартиновић (рукоп. 1779) знао је само румунски језик.

## Становништво
Према подацима из 2002. године у насељу је живело 456 становника.

### Попис2002.
| Расподела становништва по националности 2002.‍ | Расподела становништва по националности 2002.‍ | Расподела становништва по националности 2002.‍ | Расподела становништва по националности 2002.‍ | Расподела становништва по националности 2002.‍ |
| --------------------------------------------- | --------------------------------------------- | --------------------------------------------- | --------------------------------------------- | --------------------------------------------- |
|                                               |                                               |                                               |                                               |                                               |
| Румуни                                        | Румуни                                        |                                               | 428                                           | 94,1%                                         |
| Роми                                          | Роми                                          |                                               | 20                                            | 4,4%                                          |
| Украјинци                                     | Украјинци                                     |                                               | 7                                             | 1,5%                                          |